# Oslany
Oslany (Hongaars: Oszlány) is een Slowaakse gemeente in de regio Trenčín, en maakt deel uit van het district Prievidza.
Oslany telt 2.417 inwoners.